# 索科多爾鄉
46°31′N 21°26′E / 46.517°N 21.433°E
索科多爾鄉（羅馬尼亞語：Comuna Socodor, Arad），是羅馬尼亞的鄉份，位於該國西部，由阿拉德縣負責管轄，面積113平方公里，海拔高度89米，2011年人口2,367，人口密度每平方公里21人。